# Donald Allan
Pour les articles homonymes, voir Allan.
Donald John Allan (né le 24 septembre 1949 à Melbourne) est un coureur cycliste australien. Professionnel de 1974 à 1989, il a notamment remporté une étape du Tour d'Espagne 1975 et 17 courses de six jours, dont 15 avec Danny Clark. Son frère David Allan a également été coureur professionnel.

## Palmarès sur route

### Palmarès amateur
- 1970
  - The Examiner Tour of the North

- 1972
  - The Examiner Tour of the North

- 1973
  - 10e étape du Tour d'Autriche
  - 7e étape de la Course de la Paix
  - 1re étape du Tour d'Écosse

### Palmarès professionnel
- 1975
  - 17e étape du Tour d'Espagne
  - Prologue du Tour des Pays-Bas
  - 2e du Herald Sun Tour

- 1976
  - 9e du championnat du monde sur route

### Tour de France
2 participations
- 1974 : 103e
- 1975 : 85e

### Tour d'Espagne
2 participations
- 1975 : 52e, vainqueur de la 17e étape
- 1976 : abandon (15e étape)

## Palmarès sur piste
| - 1976 - Six jours de Gand (avec Danny Clark) - Médaillé d'argent du championnat d'Europe de l'américaine - 1977 - Six jours de Münster (avec Danny Clark) - 1978 - Six jours de Londres (avec Danny Clark) - Six jours de Copenhague (avec Danny Clark) - Six jours de Herning (avec Danny Clark) - 1979 - Champion d'Europe de l'américaine (avec Danny Clark) - Six jours de Gand (avec Danny Clark) - Six jours de Maastricht (avec Danny Clark) - Six jours de Melbourne (avec Hilton Clark) | - 1980 - Six jours de Hanovre (avec Danny Clark) - Six jours de Londres (avec Danny Clark) - Six jours de Munich (avec Danny Clark) - Six jours de Münster (avec Danny Clark) - 1981 - Six jours de Munich (avec Danny Clark) - Six jours de Madrid (avec Faustino Rupérez) - Six jours de Rotterdam (avec Danny Clark) - 1982 - Six jours de Gand (avec Danny Clark) - Six jours de Herning (avec Danny Clark) |  |